# Baha Targün
Baha Targün (* 1. Mai 1943 in Istanbul; † 17. Juli 2020 in Zonguldak) war ein türkischer Journalist und Autor. Als Arbeiter in Deutschland spielte er 1973 eine wichtige Rolle bei der Lenkung des Kölner Fordstreiks.

## Leben
Targün besuchte das Eyüp-Gymnasium in İstanbul und beendete wegen einer Lungenerkrankung vorzeitig den türkischen Militärdienst. Er reiste als Bühnenleiter einer kleinen Theatergruppe durch die Türkei und kam 1969 als Tourist nach Deutschland, seine Schwester wohnte bereits in Köln. Er immatrikulierte sich für Soziologie in Köln, erhielt eine Arbeitserlaubnis und arbeitete als ungelernter Schlosser, später Dolmetscher bei einer Versicherung und am Schalter einer Filiale einer Bank. 1973 wurde er in das Streikkomitee des Kölner Fordstreiks gewählt. Wegen der Vorbehalte der türkischen Arbeiter gegen die damalige Gewerkschaftsleitung wurde eine Zusammenarbeit mit der Gewerkschaft einstimmig abgelehnt. Im September 1973 berichtete Der Spiegel mit Targüns Foto auf dem Titel über „Wilde Streiks – Lohnpolitik auf eigene Faust“.
Nach Beendigung des Streiks und Entlassung bei Ford arbeitete Baha Targün bei einer anderen Firma in Köln, deren Inhaber ein  türkischer Faschist gewesen sei, der ihn der räuberischen Erpressung beschuldigt habe. Targün wurde 1974 verhaftet und aufgrund der heute fragwürdigen, wohl politisch motivierten Vorwürfe zu einer sechseinhalbjährigen Haftstrafe verurteilt. Er war erst in Remscheid, dann in Nürnberg inhaftiert. Gegen Targün wurde eine Ausweisung verfügt, wogegen es breite Proteste gab. Er wurde 1979 abgeschoben, nachdem sein Asylantrag abgelehnt worden war.
Nach seiner Rückkehr in die Türkei begann Targün eine Tätigkeit als Journalist und Autor. Er schrieb Hörspiele und Drehbücher. Seine Arbeit wurden mit Preisen von TRT, dem staatlichen türkischen Rundfunk- und Fernsehsender, und des Kultusministeriums ausgezeichnet. In den letzten Jahren seines Arbeitslebens war er hauptberuflich als Reiseführer tätig. Seit Januar 2008 lebte er im Ruhestand in der Türkei.
Bei einer Klettertour durch einen Canyon bei der Stadt Kastamonu im Nordosten Anatoliens stürzte er ab und erlag kurz darauf, am 17. Juli 2020, im Krankenhaus von Zonguldak seinen schweren Verletzungen.